# Centro Federal Nuclear de Rusia
Centro Federal Nuclear de Rusia - Instituto de Investigación Científica de toda Rusia de Física Experimental  Valentín Kostiukov, conocido por el apelativo KB-11,  es un centro de investigación nuclear y desarrollo de armas nucleares de Rusia. Fue fundado por la Unión Soviética el 9 de abril de 1946 siendo el núcleo central del programa soviético de investigación nuclear. Tras la disolución de la URSS, pasó a depender de la administración rusa.
El  Centro Federal Nuclear de Rusia está ubicado en la ciudad de Sarov, una ciudad cerrada situada en Óblast de Nizhni Nóvgorod en la Rusia central que se denominó como "Arzamás-16".
Su primer hito importante fue la puesta en marcha de la carga nuclear doméstica RDS-1 en agosto de 1949 que evidenció el estado tecnológico de la URSS en materia nuclear. En la década de los años 50 del siglo XX fue el núcleo del desarrollo del armamento nuclear y termonuclear de la URSS que afianzó la dinámica de disuasión nuclear que predominó en la guerra fría.
Junto a la investigación y desarrollo de la tecnología nuclear, en el Centro Federal Nuclear de Rusia se desarrollan otra serie de tecnologías que tienen relación con el control y seguridad integral de las instalaciones y armas nucleares, como el desarrollo informático. El KB-11 sirve desarrollos de ordenadores para el Ministerio de Defensa de Rusia, Roscosmos y Rosatom, entre otros. Desarrolla programas de análisis y simulación destinados a la modelación matemática de aerodinámica, hidrodinámica, dinámica de gases, transferencia de masa, mezcla turbulenta, resistencia y deformación.

En el año 2004 fue el núcleo de un gran parque tecnológico en el que participan la Corporación de Finanzas y Acciones del Sistema, Rosatom y la administración de la región de Nizhni Nóvgorod. Una de las primeras empresas que se instaló en él fue la estadounidense Intel.